# Lonesome Luke Leans to the Literary
Lonesome Luke Leans to the Literary est un film américain réalisé par Hal Roach, sorti en 1916 et mettant en scène Harold Lloyd.

## Synopsis
Luke essaie de vendre des livres à un homme d'affaires.

## Fiche technique
- Réalisation : Hal Roach
- Production : Hal Roach
- Date de sortie : 5 janvier 1916[2].

## Distribution
- Harold Lloyd : Lonesome Luke[3]
- Snub Pollard
- Gene Marsh
- Bebe Daniels